# Petko Sirakov
Petko Sirakov (Varna, Bulgaria, 16 de febrero de 1929-8 de abril de 1996) fue un deportista búlgaro especialista en lucha grecorromana donde llegó a ser subcampeón olímpico en Melbourne 1956.

## Carrera deportiva
En los Juegos Olímpicos de 1956 celebrados en Melbourne ganó la medalla de plata en lucha grecorromana estilo peso ligero-pesado, tras el soviético Valentin Nikolayev (oro) y por delante del sueco Karl-Erik Nilsson (bronce).